# Đá bóng (bóng đá)

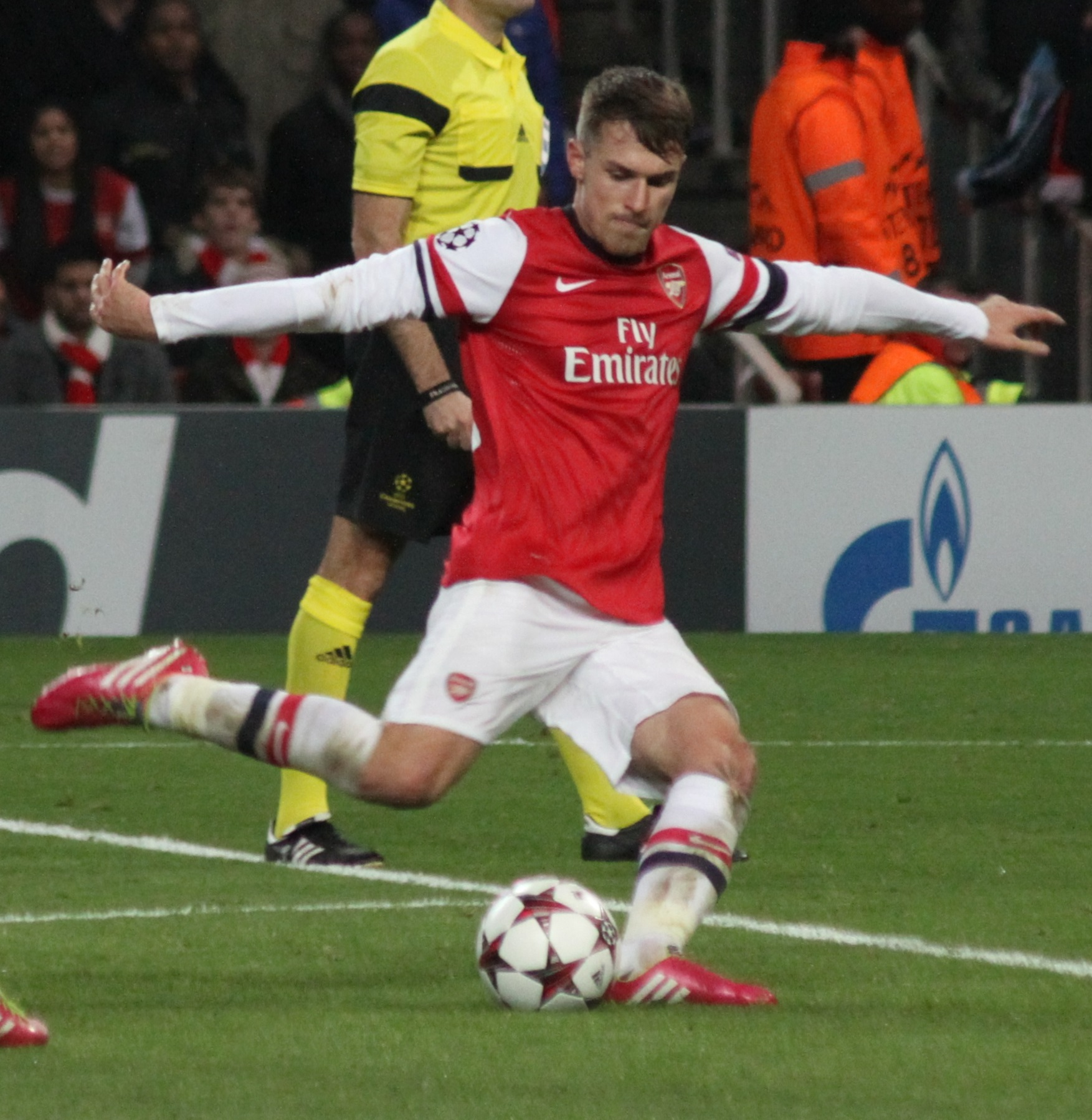
Động tác sút bóng của Aaron Ramsey

Đá bóng hay gọi ngắn gọn là sút là một kỹ thuật trong bóng đá trong đó một cầu thủ bóng đá thực hiện động tác đá mạnh vào trái bóng bằng chân để đưa trái bóng đi. Bóng đá là một môn thể thao được chơi trên toàn thế giới, lên đến 265 triệu người tham dự hàng năm. Sút bóng là một trong những kỹ năng khó nhất để thuần thục trong bóng đá. Kỹ năng này cũng cực kỳ quan trọng, vì sút là cách thực hiện các đường chuyền và là cách thức chính để ghi bàn.

## Điểm tiếp xúc
Khi sút trái bóng bằng má trong thì động năng lên trái bóng là khá hạn chế, điều này khiến cho bóng không đi được xa nhưng với việc điều khiển trái bóng với cả bản chân, vì thế trái bóng sẽ đi đúng quỹ đạo mà cầu thủ đã nhắm tới. Khi cầu thủ sút bóng bằng mũi bàn chân, bóng sẽ đi mạnh hơn nhưng sẽ kém chính xác hơn vì cầu thủ cung cấp cho trái bóng một lực rất mạnh ở diện tích tiếp xúc nhỏ là đầu các ngón chân và khi đá bóng trên bãi biển bằng chân trần, người thực hiện sẽ bị đau khi chạm bóng bằng mũi bàn chân do lực tác động bị tập trung vào một điểm nhỏ.
Ngược lại, lực tác động vào trái bóng trong cú sút bằng má bàn chân được phân bổ trên diện tích rộng hơn khiến cho người sút bóng không bị đau. Khi sút bóng bằng mũi bàn chân, nếu điểm va chạm nằm ở chính giữa trái bóng, nó sẽ đi theo quỹ đạo thẳng và mạnh, và bóng sẽ lăn trên sân cỏ cho đến khi lực ma sát khiến nó dừng lại, nếu điểm chạm không ở tâm trái bóng, nó sẽ tự quay quanh trục, tùy vào điểm tác động. Va chạm ở phía trên trái bóng sẽ khiến bóng quay tròn về phía trước, còn khi chạm ở phía đáy của bóng sẽ biến nó về phía sau. Tuy vậy, trong cả 2 trường hợp, sau một khoảng thời gian ngắn, lực ma sát gây ra với trái bóng bởi mặt cỏ sẽ khiến cho bóng quay tròn về phía trước, khi cầu thủ sút bóng ở bên cạnh trái bóng sẽ bắt đầu quay tròn trong không trung tùy thuộc vào điểm sút bóng.
Khi điểm chạm bóng là phía ngoài bóng và xuống thấp một chút gần đáy trái bóng và rồi trái bóng sẽ bay lên không trung trong khi tự quay quanh trục của nó. Lúc đầu, bóng sẽ bay chính xác theo hướng sút bóng, và nó sẽ chậm dần do lực ma sát của không khí, chuyển động quay của bóng sẽ khiến không khí ở một bên của bóng chuyển động nhanh hơn bên còn lại, vì thế sau đó bóng sẽ chuyển hướng sang trái hoặc phải, tùy thuộc vào điểm tác động của lực vào trái bóng, các cầu thủ sút bóng bổng để ghi bàn trong trường hợp cách xa khung thành vì bóng đang bay, nó bay chậm dần và rơi xuống thấp dần, để khiến cho trái bóng có thể bay gọn vào khung thành thay vì rơi xuống quá sớm, nó cần được sút đủ cao. 

## Các khái niệm
Sút trúng mục tiêu (Shot On Target) là khi bóng rời chân cầu thủ và bóng đi thẳng vào lưới, bóng sẽ đi thẳng vào lưới nếu không bị thủ môn cản phá hoặc nếu không bị cản phá bởi cầu thủ cuối cùng trước gôn và sau anh ta không còn ai, trường hợp bị cản phá bởi 1 cầu thủ đối phương mà phía sau anh ta cho đến trước gôn còn ít nhất 1 đồng đội thì được tính là cú sút bị chặn (Blocked Shot). Còn sút chệch mục tiêu (Shot Off Target) là khi bóng đi chệch khung thành, bóng đi trúng xà ngang hoặc cột dọc nhưng không vào lưới.